# 5. п. н. е.
5. п. н. е. била је уобичајена година која почиње у понедјељак или уторак јулијанског календара и преступна година која почиње у суботу по пролептичком јулијанском календару. У то вријеме је била позната као година конзулства Августа и Суле (или, ређе, 749. година Ab urbe condita). Деноминација 5. п. н. е. за ову годину се користи од раног средњег вијека када је календарска ера Anno Domini постала преовлађујући метод у Европи за именовање година.

## Догађаји
- Октавијан Август је изабран за конзула са петогодишњим мандатом
- Ирод убија своја три сина, укључујући Антипатра.
- Дионисије из Халикарнаса пише историјско дело „Римске старине“.

- Март – Вjероватна нова у сазвjежђу Орао.[1]
- Децембар Вјероватна супернова у сазвјежђу Јарцац.[1]

## Рођења
- Гуанг Ву, Кинески цар Хан династије.[2]
- Емилија Лепида, римска племкиња и Клаудијева вjереница.[3]
- Луције Вителије Старији, римски конзул и гувернер Сирије.
- Датуми рођења Светог Јована Крститеља и Исуса нису опште познати, али се често претпоставља да је 5. година п. н. е. Прољећни празник Пасхе (често око 21. априла) се наводи као могући датум Христовог рођења, под претпоставком да је то било релевантно за полагање права на Месију, или да је његов рођендан могао бити повезан са Пасхом. Други теолошки везују његово рођење за Сукот, јесењи празник сјеница.
  - Свети Јован Крститељ
  - Исус[4]

## Смрти
- Акме (поробљена жена), јеврејска робиња и лична слушкиња у служби царице Ливије Друзиле, Августове жене.
- Курија, римска племкиња и жена Квинта Лукреција Веспила.